# Noironte
Noironte é uma comuna francesa na região administrativa da Borgonha-Franco-Condado, no departamento de Doubs. Estende-se por uma área de 6.73 km². Em 2010 a comuna tinha 394 habitantes (densidade: 58,5 hab./km²).